# Bolesław Bierut
Bolesław Bierut (n. 18 aprilie 1892, Rury Jezuickie, Imperiul Rus - d. 12 martie 1956, Moscova, URSS), cunoscut și sub numele Jerzy Bolesław Bielak sau Bolesław Birkowski, a fost un agent NKVD și un lider comunist polonez, ce a deținut printre altele și funcția de președinte al Poloniei după ocuparea țării de către sovietici, la sfârșitul celui de-al Doilea Război Mondial.

## Viața
Bierut s-a născut în Rury Jezuickie, acum parte a orașului Lublin, pe atunci în Imperiul Rus, acum în Polonia, ca fiu al lui Henryk Rutkowski, învățătorul satului, și al Barbarei Biernacka. Și-a luat numele de Bierut mai târziu, făcând o combinație între primele litere ale numelor de familie ale părinților săi. În 1918 a absolvit Școala de Științe Economice de la Varșovia, iar în perioada 1924-1930 a mers la Moscova, pentru a absolvi Școala Internaționalei Comuniste. Între 1930-1931 a fost trimis al Cominternului în misiuni în Austria, Cehoslovacia și Bulgaria. 
În 1933 a devenit spion sovietic, lucrând la GRU în spionajul militar, dar a fost condamnat în Polonia la 10 ani de închisoare pentru activități anti-stat. A fost încarcerat până în 1938. În acel an, Partidul Comunist Polonez (Komunistyczna Partia Polski-KPP), pro-sovietic, a fost dizolvat de Stalin. După amnistia primită de la guvernul polonez, Bierut s-a mutat la Varșovia și a muncit ca și contabil într-o cooperativă. 
După izbucnirea războiului, a fugit în estul Poloniei, care fusese ocupat de Armata Roșie, pentru a evita serviciul militar. În perioada aceasta, a locuit în URSS și a fost trimis înapoi în 1943, pentru a deveni șeful noului fondat Partidul Muncitorilor Polonezi (Polska Partia Robotnicza-PPR). A fost șef al Consiliului Național Provizoriu și a jucat un rol important în ocuparea țării de către sovietici și în instaurarea unui regim stalinist. Din 1947 până în 1952 a fost președinte al Poloniei, iar după abolirea administrației prezidențiale, prim-ministru al Republicii Populare Polone. A fost de asemenea secretar general al Partidului Muncitoresc Unit Polonez (Polska Zjednoczona Partia Robotnicza-PZPR) din 1948 și până în 1956. 

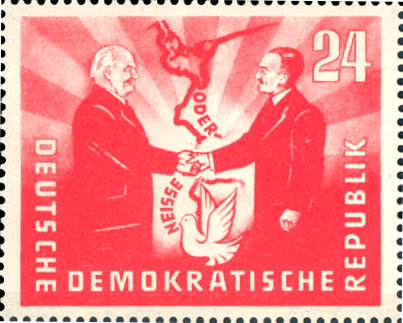
Stampă comemorativă est-germană din 1951 a Tratatului de la Zgorzelec, tratat prin care era consfințită Linia Oder-Neisse. În imagine, B. Bierut și liderul est-german Wilhelm Pieck

Regimul său s-a caracterizat printr-o teroare totală, el semnând condamnările la moarte ale multor oficialități din armată, spre exemplu, și adoptând un program de epurări, inspirate de modelul stalinist. Securitatea și Miliția au fost cele mai dure aparate de opresiune din această perioadă.

## Moartea
Bolesław Bierut a murit în condiții misterioase, neelucidate nici până în ziua de astăzi, la Moscova, în 1956, în timpul unei vizite în URSS, cu ocazia Congresului al Douăzecilea al Partidului Comunist al Uniunii Sovietice. La acest congres, Nikita Hrușciov, devenit secretar general al PCUS după moartea lui Stalin, în 1953, denunțase cultul personalității impus de Stalin și totodată, și dictatura acestuia, îmbinată cu teroarea.

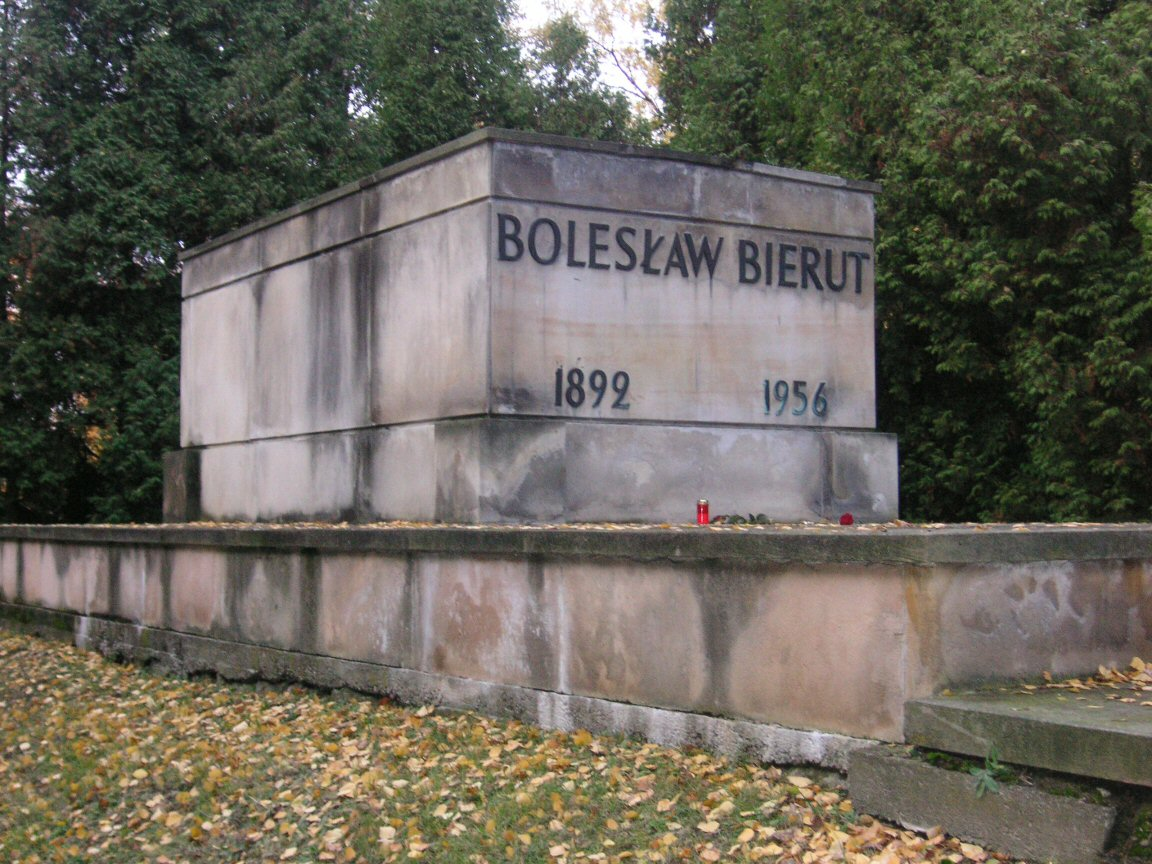
Mormântul lui Bolesław Bierut

Moartea lui Bierut, ce a dat naștere la două teorii ale conspirației (una care spune că a murit prin otrăvire, alta prin sinucidere) a marcat sfârșitul erei staliniste în Polonia.